# Johan Abraham Schmaltz
Johan Abraham Schmaltz, född 3 december 1759 i Piteå landsförsamling, död 4 september 1831 i Nederkalix församling, var en svensk präst.
Efter skolgång i Piteå kom Schmaltz 1777 till Härnösands gymnasium. Han försörjde sig då och som inskriven student vid Uppsala universitet som informator, bland annat för Jonas Gustaf Turdfjæll, som senare blev justitiekansler. Han prästvigdes 1784 och blev 1786 adjunkt i Nederkalix. År 1790 blev han bataljonspredikant och medföljde till Finland under Gustav III:s ryska krig och 1808 en andra gång till Finland, men då som bataljonspastor, under 1808–1809 års krig. Han ansågs ha fallenhet för läkekonst och fick biträda medicinskt under det senare kriget. Som församlingspräst ivrade han mycket för smittkoppsvaccination.  
Schmaltz avlade pastoralexamen 1801 och utnämndes 1808 till kyrkoherde i Nederkalix församling men tillträdde först 1810. Friedrich Wilhelm von Schubert skildrar ett besök hos honom i sin Reise durch Schweden, Norwegen, Lappland, Finnland und Ingermanland in den Jahren 1817, 1818 und 1820, som utkom 1823–1824.